# Coqueiro Baixo
Coqueiro Baixo es un municipio brasileño del estado de Río Grande do Sul. Su población estimada en 2010 es de 1528 habitantes.